# Нойкирхен-бай-Ламбах
Нойкирхен-бай-Ламбах (нем. Neukirchen bei Lambach) — коммуна (нем. Gemeinde) в Австрии, в федеральной земле Верхняя Австрия. 
Входит в состав округа Вельс.  Население составляет 848 человек (на 31 декабря 2005 года). Занимает площадь 12 км². Официальный код  —  41813.

## Политическая ситуация
Бургомистр коммуны — Франц Пюретмайр (АНП) по результатам выборов 2003 года.
Совет представителей коммуны (нем. Gemeinderat) состоит из 13 мест.
- АНП занимает 9 мест.
- СДПА занимает 2 места.
- АПС занимает 2 места.